# Marten Eikelboom
Marten Eikelboom (* 12. Oktober 1973 in Zwolle) ist ein ehemaliger niederländischer Hockeyspieler, der bei den Olympischen Spielen 2000 die Goldmedaille und bei den Olympischen Spielen 2004 die Silbermedaille gewann.

## Sportliche Karriere
Der 1,85 m große Marten Eikelboom bestritt 169 Länderspiele für die niederländische Nationalmannschaft, in denen er 54 Tore erzielte. Der Angriffsspieler debütierte 1993 in der Nationalmannschaft. Bei der Weltmeisterschaft 1994 in Sydney trafen die Niederländer im Finale auf die Mannschaft Pakistans. Beim Stand von 1:1 ging das Spiel in die Verlängerung, die Pakistaner gewannen im Siebenmeterschießen mit 4:3. Marten Eikelboom wurde in zwei Spielen der Vorrunde eingewechselt. Im Jahr darauf gewann er mit der niederländischen Mannschaft die Silbermedaille bei der Europameisterschaft in Dublin.
Vier Jahre später gehörte Eikelboom auch zum Kader bei der Europameisterschaft 1999 in Padua, wo die Niederländer erneut die Silbermedaille gewannen. Bei den Olympischen Spielen 2000 gewannen die Niederländer das Halbfinale gegen Australien mit 5:4 im Siebenmeterschießen, nachdem vorher kein Tor gefallen war. Das Finale gegen Südkorea endete mit 3:3, im Penaltyschießen gewannen die Niederländer mit 5:4. Eikelboom war sowohl im Halbfinale als auch im Finale als erfolgreicher Siebenmeterschütze an der Entscheidung beteiligt. Im März 2002 bei der Weltmeisterschaft in Kuala Lumpur unterlagen die Niederländer im Halbfinale der australischen Mannschaft, im Spiel um die Bronzemedaille bezwangen die Niederländer die Südkoreaner in der Verlängerung. Zum Abschluss seiner Karriere erreichte Eikelboom mit der niederländischen Mannschaft das Finale bei den Olympischen Spielen in Athen, dort unterlagen die Niederländer den Australiern mit 1:2 nach Verlängerung.
Eikelboom spielte für den Amsterdamsche Hockey & Bandy Club und war mehrfach niederländischer Meister.